# Рид, Элиз
Ханна Элиз Изабель Май Хёстбломма Рид (швед. Hanna Elise Isabell Maj Höstblomma Ryd), известная как Элиз Рид (швед. Elize Ryd; род. 15 октября 1984) — шведская певица, танцовщица, композитор и музыкант, одна из двух вокалистов шведской метал-группы Amaranthe и приглашённая вокалистка рок-группы Kamelot. Певческий голос — сопрано.

## Карьера

### Ранние годы
Окончила школу искусств, выступала в кабаре Лоренсберг в Гётеборге. Также записывала вокал для рок-группы Falconer. После встречи с Йоакимом Лундбергом в клубе Гётеборга согласилась сотрудничать с его группой Dragonland. Пыталась пройти отбор на место вокалистки Тарьи Турунен из группы Nightwish, однако это место так и не заняла: позже она объяснила это тем, что ей не хватало опыта и она не была знакома с этой индустрией. Вскоре Лундберг создал группу Avalanche, которая была переименована в Amaranthe.

### Amaranthe
В 2009 году группа выпустила свою первую пластинку «Leave Everything Behind». В начале 2011 года вышли синглы «Hunger» и «Rain», а затем и дебютный альбом «Amaranthe», который занял 35-е место в шведском чарте и 16-е в финском. Группа выпустила два клипа на песни «Hunger» и «Amaranthine», режиссёром выступил Патрик Уллеус из Revolver Films. На четвёртый сингл «1.000.000 Lightyears» также был выпущен видеоклип.
25 января 2013 года вышел новый сингл «The Nexus», 13 марта вышел видеоклип. Второй альбом «The Nexus» выпущен в марте 2013 года, в том же году вышли синглы «Burn With Me» и «Invincible». В сентябре 2014 года вышли сингл и клип «Drop Dead Cynical», а 21 октября 2014 года — третий альбом «Massive Addictive» с клипами на «Digital World», «True» и «Trinity». 30 октября 2015 года выпущен сборник «Breaking Point - B-sides 2011-2015». В октябре 2016 года — четвёртый альбом «Maximalism» и сингл «Maximalism».

### Kamelot
С 2011 по 2012 годы Рид была сессионной вокалисткой группы Kamelot, записав вокал для альбома «Silverthorn» и снявшись в одном из клипов. 28 сентября 2012 года Рид и вокалистка группы The Agonist Алисса Уайт-Глаз присоединились к группе Nightwish для выступления на концерте в Денвере в связи с тем, что Анетт Ользон находилась в больнице.

### Другие выступления
Рид сотрудничает со многими группами и исполнителями: в 2011 году она записала вокалы для альбома «The Burning Heart» группы Takida, сингла «Life Is Already Fading» группы Renegade Five и альбома «Under the Grey Banner» группы Dragonland. В 2012 году Рид записала сингл «Evolution» с музыкальным проектом Dreamstate, созданным гитаристом Takida Томасом Уоллином.
В 2013 году Рид исполняла вокальные партии в альбоме «The Land of New Hope» группы Avalon Тимо Толкки, нового проекта метал-оперы. Альбом вышел 17 мая 2013 года. Также она участвовала в записи альбома «Angels of the Apocalypse» и записала песню «Alone in the Universe» вместе с российским композитором Алексеем Соловьёвым. В конце того же года Рид приняла участие в работе проекта Raskasta Joulua, перезаписав несколько рождественских песен в рок-стиле — так, она спела «Julen är här» вместе с Тони Какко из Sonata Arctica. Участвовала в концертах Raskasta Joulua и выступила на концерте в Финляндии, транслируемом телерадиокомпанией YLE, исполнив «Ave Maria» с бас-гитаристом Марко Хиетала из Nightwish. Всего было продано более 20 тысяч экземпляров «Raskasta Joulua», альбом стал платиновым.
В 2014 году Рид записала английскую версию «Christmas is here» для альбома «Raknarok Juletide» и кавер-версию «Himlen i min famn» Каролы для альбома «Raskasta Joulua 2», последний разошёлся также тиражом в 20 тысяч экземпляров и стал платиновым. В том же году получила приз Bandit Rock Awards как образец для подражания. 16 мая 2014 года вышел альбом «Angels of the Apocalypse» с приглашёнными звёздами Симоне Симонс, Флор Янсен, Фабио Лионе и Элиз Рид. Рид также участвовала в записи альбома группы Nergard «A Bit Closer To Heaven» вместе с Нильсом Рю (Pagan's Mind), Микаэлем Эриксеном (Circus Maximus) и Ральфом Шиперсом (Primal Fear), исполнив песню «On Through The Storm» с Анди Кравляцей (альбом вышел в мае 2015 года). В феврале 2015 года вышла песня «My Cocaine» Элиз Рид группы «Smash into Pieces».
В 2015 году Элиз Рид и шведский тенор Рикард Сёдерберг выступили на шведском музыкальном фестивале Melodifestivalen 2015, который являлся отбором на Евровидение-2015, с песней «One by One» авторства Элиз Рид и Джимми Янссона. Дуэт занял 5-е место и выбыл из-за критической ошибки в приложении, которое позволяло голосовать телезрителям бесплатно. В том же году, 24 июля вышел альбом певца Gus G «Brand New Revolution» с песней в исполнении Рид «What Lies Below».
21 января 2016 года вышел альбом группы Docker’s Guild «The Heisenberg Diaries — Book A: Sounds of Future Past» с песнями «Never Ending Story» и «Suspension» из телесериала «Бак Роджерс в XXV веке» в исполнении Элиз Рид и Дугласа Докера. 5 марта группа Arion выпустила сингл «At The Break of Dawn» с участием Рид, а в декабре 2016 года она снова отправилась на гастроли «Raskasta Joulua». В марте 2017 года в Японии выступила с Gus G, в декабре 2017 года продолжила гастроли «Raskasta Joulua», записав песню «Stjärnan I Min Hand».

### Премии
- 2012 Bandit Rock Awards — Прорыв года в Швеции (с группой Amaranthe)[24]
- 2013 Золотой диск — сингл Amaranthe «Hunger»[25]
- 2013 Золотой диск — сингл Amaranthe «Amaranthine»[26]
- 2013 Платиновый диск — «Raskasta Joulua»[27]
- 2014 Платиновый диск — «Raskasta Joulua 2»[28]
- 2014 Bandit Rock — Образец для подражания в рок-музыке[29]
- 2016 Золотой диск — альбом и сингл Amaranthe «The Nexus» в Финляндии
- 2017 Золотой диск — сингл Amaranthe «Drop Dead Cynical» в Финляндии
- 2017 Золотой диск — сингл Amaranthe «1.000.000 Lightyears» в Финляндии

## Дискография

### Синглы

#### Amaranthe
- «Hunger» (2011)
- «Rain» (2011)
- «Amaranthine» (2011)
- «1.000.000» Lightyears (2012)
- «The Nexus» (2013)
- «Burn With Me» (2013)
- «Invincible» (2013)
- «Drop Dead Cynical» (2014)
- «Trinity» (2014)
- «Digital World» (2014)
- «True» (2014)
- «That Song» (2016)
- «Fury» (2016)
- «Maximize» (2016)
- «Boomerang» (2017)
- «82nd All The Way» (2020)
- «Do or die» (2020)
- «Viral» (2020)
- «Strong» (2020)
- Outer Dimensions (2024)

#### Другие исполнители
- «Sacrimony (Angel of Afterlife)» (2012) — Kamelot
- «Enshrined in My Memory» (2013) — Timo Tolkki’s Avalon
- «Evolution» (2012) — Dreamstate
- «One By One» (2015) — Рикард Сёдерберг (для Melodifestivalen 2015)
- «On Through The Storm» (2015) — Nergard
- «At the Break of Dawn» (2016) — Arion
- «What We're Up Against» (2023) — Apocalyptica

### Альбомы

#### Amaranthe
- Leave Everything Behind (EP, 2009)
- Amaranthe (2011)
- The Nexus (2013)
- Massive Addictive (2014)
- Maximalism (2016)
- Helix (2018)
- Manifest (2020)
- The Catalyst (2024)

#### Другие исполнители
- Silverthorn (2012) — Kamelot
- The Sceptre of Deception (2003) — Falconer
- Grime vs. Grandeur (2005) — Falconer
- Future’s Calling (2005) — Dreamland
- Astronomy (2006) — Dragonland
- Under the Grey Banner (2011) — Dragonland
- Relaunch (2011) — Houston
- The Burning Heart (2011) — Takida
- Nxt Gen (2011) — Renegade Five
- The Land of New Hope (2013) — Timo Tolkki’s Avalon
- Angels of the Apocalypse (2014) — Timo Tolkki’s Avalon
- Raskasta Joulua (2013) — Raskasta Joulua
- Rakgnarok Juletide (2014) — Raskasta Joulua
- Raskasta Joulua IV (2017) — Raskasta Joulua
- Sand of Time (2015) — Crossnail
- The Rock Opera Video Game (2015) — Karmaflow
- The Apocalypse DJ (2015) — Smash into Pieces
- A Bit Closer To Heaven (2015) — Nergard
- Brand New Revolution (2015) — Gus G
- The Heisenberg Diaries — Book A: Sounds of Future Past (2016) — Docker’s Guild

## Видеоклипы

### Amaranthe
- «Hunger» (2011)
- «Amaranthine» (2011)
- «1.000.000 Lightyears» (2012)
- «The Nexus» (2013)
- «Burn With Me» (2013)
- «Invincible» (2013)
- «Drop Dead Cynical» (2014)
- «Trinity» (2014)
- «Digital World» (2015)
- «True» (2015)
- «That Song» (2016)
- «Boomerang» (2017)
- «Maximize» (2017)
- «365» (2018)
- «Countdown» (2018)
- «Do Or Die» (2020)
- «Viral» (2020)
- «Strong» (2020)
- «Find Life» (2022)
- «Damnation Flame» (2023)
- «Insatiable» (2023)
- «Outer Dimensions» (2023)
- «Re-Vision» (2024)
- «The Catalyst» (2024)

### Другие исполнители
- «Sacrimony (Angel of Afterlife)» (2012) — Kamelot
- «Evolution» (2012) — Dreamstate
- «Enshrined in My Memory» (2013) — Timo Tolkki’s Avalon
- «What Lies Below» (2015) — Gus G